# Ejido Mochis
La población del Ejido Mochis está localizada al norte del estado de Sinaloa, México. Actualmente es sede de la sindicatura Central, que forma parte del municipio de Ahome. El Ejido Mochis fue fundado el 25 de mayo de 1933. En el censo 2010 del INEGI tenía una población total de 2,924 habitantes.

## Geografía
Está ubicado en el norte del estado de Sinaloa, a 2 km al norte de Los Mochis y a 13 km al sur de Ahome.
Sus coordenadas son 25°49'37 latitud norte y 109°02'56 longitud oeste. Con una altitud sobre el nivel del mar de 10 metros.

## Política
La sindicatura Central tiene como sede al Ejido Mochis, la cual se subdivide en las siguientes comisarías:
- 5 de Mayo
- 9 de Diciembre
- 18 de Marzo
- 20 de Noviembre Nuevo
- 20 de Noviembre Viejo
- Bachoco 2 (Macochín)
- Bachomobampo 1
- Bachomobampo 2
- Benito Juárez
- Campo 1 Santa Rosa
- Cerrillos (Campo 35)
- Cerro Cabezón (El Chorrito)
- Compuertas
- Ejido México
- Ejido Mochis
- Francisco Villa
- Juan José Ríos (El Estero)
- La Arrocera
- Louisiana
- Ohuira
- Plan de Ayala
- Plan de San Luis
- Primero de Mayo
- Pueblo Nuevo Luis Echeverría
- Ricardo Flores Magón

## Demografía
Según el censo del 2010, El Ejido Mochis tenía una población de 1,416 hombres y 1,508 mujeres, obteniendo una población total de 2,924 habitantes.

## Educación

### Educación media superior
- Cobaes 117 Ejido Mochis[5]